# Omułek jadalny
Omułek jadalny (Mytilus edulis) – gatunek kosmopolitycznego małża z rodziny omułkowatych (Mytilidae), szeroko rozprzestrzeniony w morzach półkuli północnej z wyjątkiem strefy arktycznej. W Bałtyku omułek jadalny jest jedynym przedstawicielem małży nitkoskrzelnych (Pteriomorphia). Występuje tam w postaci skarlałej. Nie jest zaliczany do fauny Polski.

## Występowanie
Dokładny zasięg występowania Mytilus edulis nie jest znany z powodu dużego podobieństwa do pokrewnych gatunków z rodzaju Mytilus. Występuje w dużych skupiskach złożonych z tysięcy osobników, w strefach przybrzeżnych o twardym, skalistym lub kamiennym dnie, zazwyczaj na głębokościach do 50 m.

## Budowa ciała
Rozmiary, kształt oraz ubarwienie omułka jadalnego są w dużym stopniu uzależnione od warunków zajmowanego siedliska. Przeciętna długość tego małża mieści się w przedziale 30–50 mm (w wodach Bałtyku 20–40 mm), ale na głębszych wodach spotykane są muszle ok. 9 cm.
Muszla jest ciemna, zwykle w odcieniach brązu i niebieskiego z ciemniejszymi pasami wychodzącymi od przedniego końca. Jest mocna, cienkościenna, z niemal bezzębnym zamkiem i długim, prostym, elastycznym więzadłem, sięgającym niemal po połowę muszli. Jej przedni koniec jest lekko zaostrzony, z małymi zębami, nadając nieco trójkątny kształt. Mieści się na nim wierzchołek muszli. Białe wnętrze w różnym stopniu bywa wyścielone masą perłową. 

## Tryb życia
Młode osobniki pełzają za pomocą nogi. Osobniki dojrzałe prowadzą osiadły tryb życia przytwierdzone do podłoża włóknem bisiorowym. W wodach Bałtyku omułki żyją do 6 lat.

## Znaczenie
Mytilus edulis jest gatunkiem jadalnym, przez człowieka poławianym komercyjnie oraz hodowanym w celach konsumpcyjnych. Na ławicach omułków żerują flądry, dorsze, płaszczki, ryby jesiotrowate, kraby, drapieżne ślimaki i rozgwiazdy. Żywią się nimi również zimujące ptaki, m.in. kaczki i łyski, często pustoszące skupiska omułków na płyciznach. Omułki mają ogromne znaczenie jako filtratorzy – przerabiają drobną zawiesinę morską na wysokowartościowy pokarm białkowy, wykorzystywany przez zwierzęta i człowieka. Poszczególne skupiska omułków filtrują setki metrów sześciennych wody dziennie. 

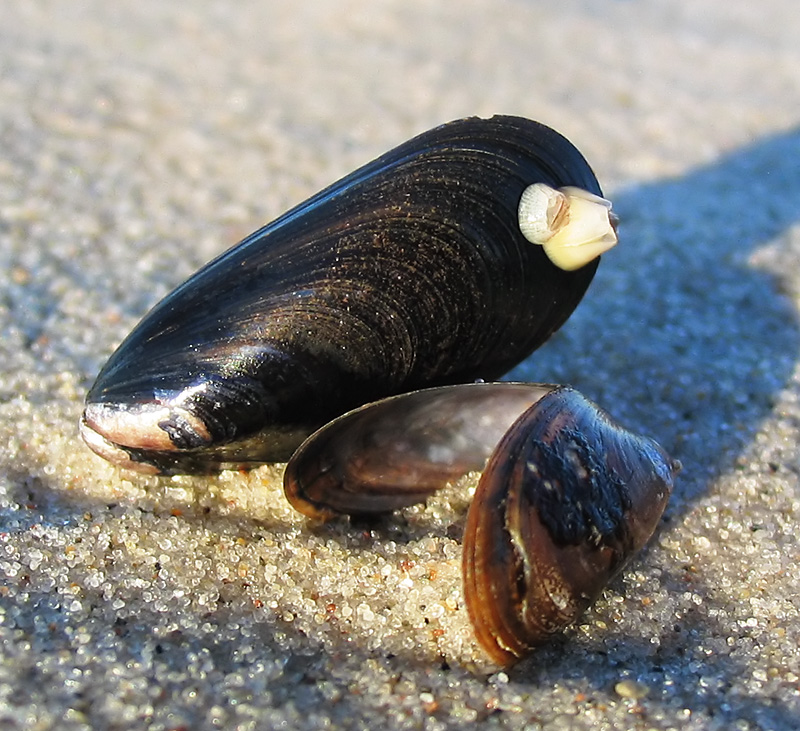
Muszle omułka jadalnego
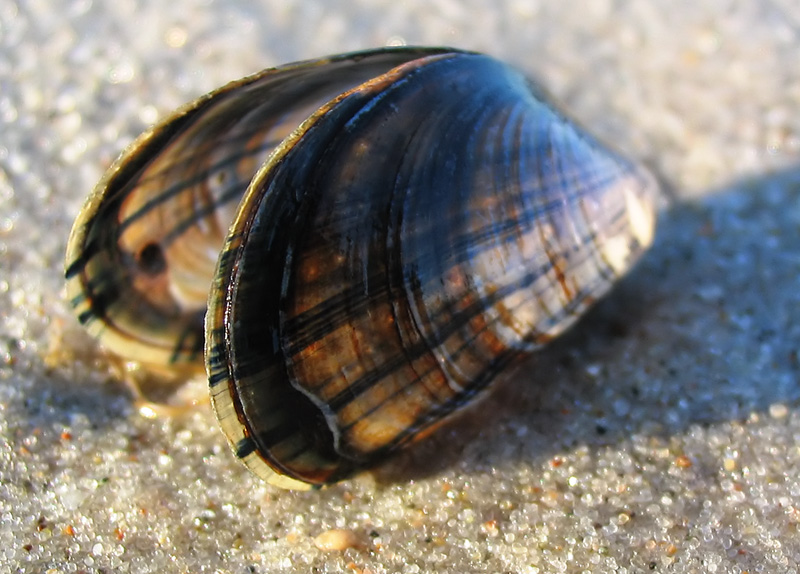
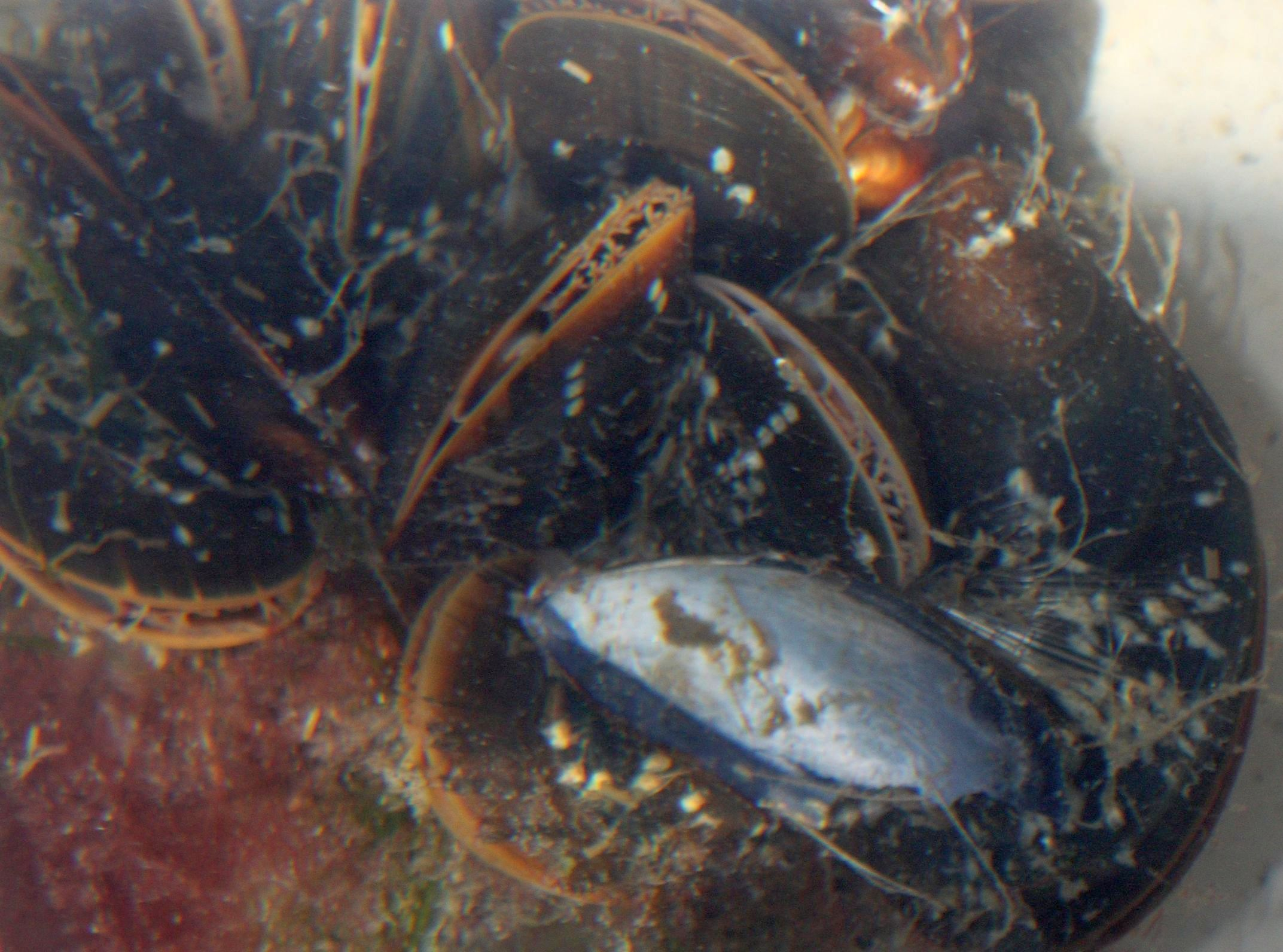